# عدن المحاقرة (الشعر)

تعديل مصدري - تعديل

عدن المحاقرة هي إحدى قرى عزلة القابل الأسفل بمديرية الشعر التابعة لمحافظة إب، بلغ تعداد سكانها 323 نسمة حسب تعداد اليمن لعام 2004.